# Walter Peterhans
Pour les articles homonymes, voir Peterhans.
Walter Peterhans, né le 12 juin 1897 à Francfort-sur-le-Main et mort le 12 avril 1960 à Stuttgart, est un photographe allemand.

## Biographie
Walter Peterhans naît le 12 juin 1897 à Francfort-sur-le-Main, d'un père, Andreas, directeur de Zeiss Ikon à Dresde. Il étudie la mécanique en 1919 à Dresde puis les mathématiques de 1920 à 1923. Il s'oriente ensuite 
vers la philosophie et l’histoire de l’art à Munich et Göttingen. Apprenant les techniques de reproduction photographique à partir de 1925 à Leipzig puis à Weimar, il ouvre son atelier à Berlin en 1926.
Il est connu comme professeur et responsable des cours de photographie au Bauhaus de 1929 à 1933, et à l'école Reimann de Berlin sous la direction de Hugo Häring.
Dans les années 1930, Peterhans est l'un des promoteurs du mouvement Neues Sehen (Nouvelle Vision), en prenant des photographies de gros plans et de natures mortes d'objets et d'images du quotidien qui jouent avec des angles et des éclairages inhabituels. Au Bauhaus, l'enseignement de Peterhans consiste à utiliser les théories de Kant, Platon et Pythagore pour montrer comment la beauté est construite dans l'esprit et comment elle peut être créée dans des œuvres d'art.
Peterhans part pour Chicago en 1938 pour enseigner le cours de "formation visuelle" aux étudiants en architecture de l'Institut de technologie de l'Illinois sous la direction de Mies van der Rohe. Ce cours comporte dix parties, à suivre sur quatre semestres. Le cours connaît un tel succès qu'il survit à Peterhans pendant plus de trente ans.
En 1953, Peterhans fait partie du corps enseignant fondateur de l'école de design d'Ulm (Hochschule für Gestaltung, 1953-1968) en Allemagne, qui devient une école de design renommée et influente.
Aux États-Unis, il est brièvement marié à l'architecte américaine Gertrude Lempp Kerbis avant d'épouser Brigitte Schlaich, également architecte, en 1957. Il meurt d'une crise cardiaque inattendue dans la maison de sa belle-famille à Stetten im Remstal, près de Stuttgart, et y est inhumé.
Le musée Folkwang à Essen détient les droits d'auteur pour Peterhans.